# Hakea bicornata
Hakea bicornata (лат.) — кустарник рода Хакея (Hakea) семейства Протейные (Proteaceae). Встречается в Западной Австралии. Кустарник с привлекательными кремово-белыми цветами и фруктами с двумя характерными рожками.

## Ботаническое описание
Hakea bicornata — разветвлённый кустарник высотой от 0,8 до 2 м. Многие более мелкие ветви окрашены в ржавый цвет и покрыты мелкими волосками. Простые ржаво-окрашенные листья растут попеременно вдоль стебля; они имеют длину от 7 до 13 см и ширину от 1,2 до 1,5 мм, заканчиваясь острым окончанием длиной 1,5–2,5 мм. Листья густо покрыты спутанными шелковистыми волосками; со временем листья становятся гладкими. Цветёт от кремово-белого до жёлтого цветов с апреля по май, а иногда и в августе. Каждое соцветие состоит из восьми кремово-белых или жёлтых цветов на слабовыраженном стебле. Околоцветник кремово-белый, около 2,5 мм в длину. Пестик имеет длину около 4 мм с наклонным коническим презентатором пыльцы. Плоды имеют овальную или яйцевидную форму длиной от 15 до 22 мм и шириной от 12 до 15 мм с парой характерных узких рожков длиной от 5 до 6 мм. Плоды бледно-серые с чёрными пузырчатыми выпуклостями. Семена в форме яйца от темно-коричневого до чёрного с крылаткой с одной стороны.

## Таксономия
Вид Hakea bicornata был описан ботаниками Р. М. Баркером в 1990 году как часть работы New species, new combinations and other name changes in Hakea (Proteaceae), опубликованной в Journal of the Adelaide Botanic Gardens. Видовое название bicornata происходит от латинского префикса bi, означающего «два» или «дважды», и слова «cornu», означающего «рог», относящегося к характерным рожкам на плоде.

## Распространение и местообитание
Произрастает в прибрежных районах вдоль южного побережья Голдфилдс-Эсперанс в западной части Австралии между Эсперансом и национальным парком Кейп-Арид в латеритовых песчано-суглинистых почвах над гранитом в составе кустарниковых сообществ.

## Охранный статус
Hakea bicornata классифицируется как «не угрожаемый» Департаментом парков и дикой природы правительства Западной Австралии.